# Gaj Koniemłocki
Gaj Koniemłocki – wieś sołecka w Polsce położona w województwie świętokrzyskim, w powiecie staszowskim, w gminie Staszów. Leży w odległości 1 km od Koniemłót.
W latach 1975–1998 miejscowość administracyjnie należała do województwa tarnobrzeskiego.

## Dawne części wsi – obiekty fizjograficzne
W latach 70. XX wieku przyporządkowano i opracowano spis lokalnych części integralnych dla Gaju Koniemłockiego zawarty w tabeli 1.

| Nazwa wsi – miasta    | Nazwy części wsi – miasta | Nazwy obiektów fizjograficznych – charakter obiektu                                                |
| --------------------- | ------------------------- | -------------------------------------------------------------------------------------------------- |
| I. Gromada KONIEMŁOTY |                           | |
| 1. Gaj Koniemłocki    | 1. Podlesie               | 1. Błonie — pole 2. Chłopski Las — las 3. Moczydle — staw 4. Podlesie — pole 5. Skarbowy Las — las |